# Splendidofilariinae
Die Splendidofilariinae sind eine Unterfamilie der Filarien knapp 270 Arten. Sie sind Parasiten bei Reptilien, Vögeln und Säugetieren.

## Merkmale und Entwicklungszyklus
Die beiden Spiculea unterscheiden sich in Größe und Form nur wenig, manchmal ist das linke doppelt so lang wie das rechte. Die Mundhöhle ist reduziert oder fehlt ganz. Der Ösophagus ist meist wenig entwickelt. Die Kaudalpapillen sind in Größe und Zahl gering, manchmal um den Anus gruppiert.
Die Splendidofilariinae nutzen als Zwischenwirt Zweiflügler. Das Larvenstadium 1 (wegen der Ähnlichkeit mit einer Wurst auch als ‚Sausage‘-Stadium bezeichnet) ist breit. Die für den Endwirt infektiösen Larven sind klein.

## Systematik
Hodda (2022) gliedert die Splendidofilariinae in drei Triben mit 12 Gattungen:
- Tribus Loaini
  - Foleyella Seurat, 1917
  - Loa Stiles, 1905
  - Pelecitus Railliet & Henry, 1910
- Tribus Splendidofilariini
  - Breinlia Yorke & Maplestone, 1926
  - Mansonella Faust, 1929
  - Sandnema Chabaud & Bain, 1976 (Bain, Mutafchiev, Junker, Guerrero, Martin, Lefoulon & Uni, 2015)
  - Aproctella Cram, 1931
  - Aproctoides Chandler, 1929
  - Avifilaris Chapman Saunders, 1955
  - Cardianema Alicata, 1933
  - Cardiofilaria Strom, 1937
  - Chandlerella Yorke & Maplestone, 1926
  - Dunnifilaria Mullin & Balasingham, 1973
  - Madathamugadia Chabaud, Anderson & Brygoo, 1959
  - Meningonema Orihel & Esslinger, 1973
  - Micipsella Seurat, 1921
  - Onchocercella Yorke & Maplestone, 1931
  - Paronchocerca Peters, 1936
  - Protofilaria Chandler, 1929
  - Pseudlemdana Sonin & Shumilo, 1964
  - Pseudothamugadia Lopez-Neyra, 1956
  - Splendidofilaria Skrjabin, 1923
  - Striatofilaria Lubimov, 1927
  - Thamugadia Seurat, 1917
- Tribus Wuchererini
  - Brugia Buckley, 1960
  - Malayfilaria Uni et al., 2017
  - Wuchereria Silva-Araujo, 1877